# Baltic Workboats

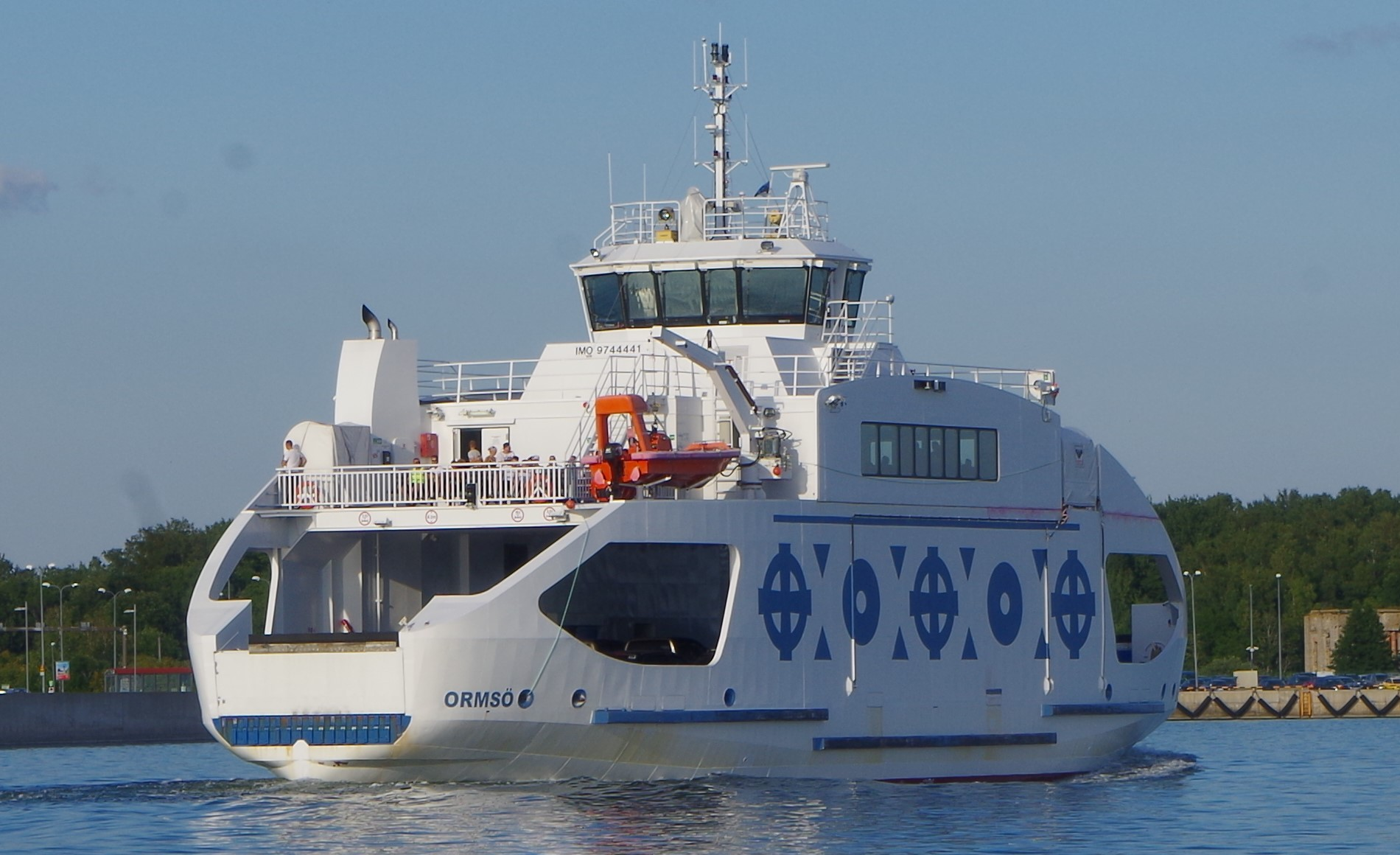
Färjan Ormsö mellan fastlandet och Ormsö, byggd 2015-2016

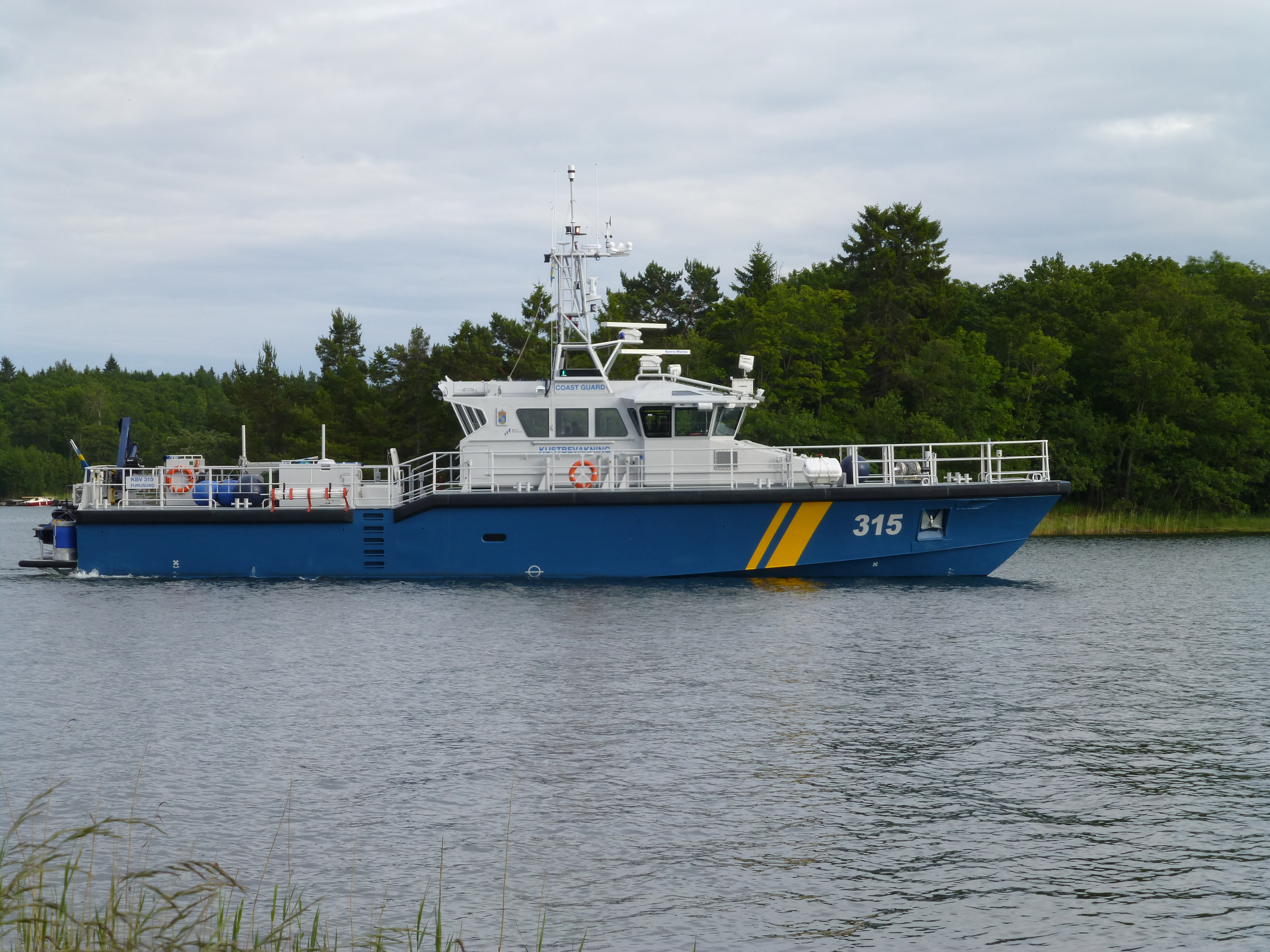
Kustbevakningens KBV 315

Baltic Workboats AS, eller Saare Töölaevad AS, är ett estniskt båtvarv i Kuressaare på Ösel. Företaget har varv i  Nasva, i Estland och Tampa, Florida i USA.
Företaget etablerades 1967 som ett reparationsvarv i Kuressaare med en hamn och en slip.
Kustbevakningens fem övervakningsfartyg i 312-serien byggdes av Baltic Workboats 2012–2013. Dessa fartygen ersatte äldre fartyg i den svenska kustbevakningsflottan.